# Supercopa de la CAF 2005
La Supercopa de la CAF 2005  fue la 13.ª edición de la Supercopa de la CAF, que enfrentó al Enyimba F. C. de Nigeria, campeón de la Liga de Campeones de la CAF 2004, y el Hearts of Oak de Ghana, campeón de la Copa Confederación de la CAF 2004.
Esta edición fue la primera en la cual participó el campeón de la Copa Confederación de la CAF, torneo creado en 2004 por la CAF, fusionando la Recopa Africana con la Copa CAF en un solo torneo.
El encuentro se disputó en el Estadio Internacional Enyimba, en Nigeria.

## Equipos participantes
En negrita ediciones donde el equipo salió ganador.
| Equipo        | Vía de clasificación                            | Participaciones previas |
| ------------- | ----------------------------------------------- | ----------------------- |
| Enyimba F. C. | Campeón de la Liga de Campeones de la CAF 2004  | 1 (2004)                |
| Hearts of Oak | Campeón de la Copa Confederación de la CAF 2004 | 1 (2001)                |

## Ficha del partido
| 20 de febrero | Enyimba F. C.               | 2:0 (0:0, 0:0) (t. s.) | Hearts of Oak | Estadio Internacional, Enyimba |  |
|               | Adegoke 97' · Ogunbiyi 109' |                        |               |                                |  |

|                                  |
| Bandera de Nigeria               |
| Campeón Enyimba F. C. 2.º título |